# دوري أندورا الممتاز 2009–10
دوري أندورا الممتاز 2009–10 هو الموسم 15 من  دوري أندورا الممتاز. أقيم خلال الفترة 20 سبتمبر 2009 وحتى 28 مارس 2010، والذي يشرف على تنظيمه اتحاد أندورا لكرة القدم، وكان عدد الأندية المشاركة فيه  8، وفاز فيه نادي سانتا كولوما.